# Obert Mpfofu
Obert Mpfofu (* 12. Oktober 1951 in Südrhodesien) ist ein Politiker aus Simbabwe. Im Zeitraum von 2005 bis 2017 war er während der Präsidentschaft von Robert Mugabe Mitglied verschiedener Regierungen und leitete aufeinander folgend verschiedene Ministerien.
Mpfofu war von 2002 bis 2005 Gouverneur der Provinz Matabeleland North. Von April 2005 bis 13. Februar 2009 war er Industrie- und Handelsminister. Nach der Präsidentschaftswahl 2008 wurde er am 13. Februar 2009 zum Bergbauminister in der Regierung von Morgan Tsvangirai ernannt. Anschließend war er vom 10. September 2013 bis zum 11. September 2015 Minister für Transport, Kommunikation and infrastrukturelle Entwicklung, danach war er bis zum 9. Oktober 2017 verantwortlich für  wirtschaftliche Planung und Investment. Im Anschluss leitete er bis zum 11. September 2018 das Innenministerium.